# Polypedates teraiensis
Espèce
Synonymes
- Rhacophorus leucomystax teraiensis Dubois, 1987 "1986"

Polypedates teraiensis est une espèce d'amphibiens de la famille des Rhacophoridae.

## Répartition
Cette espèce se rencontre au Bangladesh, dans le nord-est de l'Inde, dans l'est du Népal et dans les zones adjacentes situées en Birmanie.
Sa présence est incertaine en République populaire de Chine.

## Taxinomie
L'UICN considère cette espèce comme synonyme de Polypedates leucomystax tout en admettant que ce dernier taxon est un complexe de plusieurs espèces.

## Étymologie
Son nom d'espèce, composé de terai et du suffixe latin -ensis, « qui vit dans, qui habite », lui a été donné en référence au lieu de sa découverte, le Terraï.

## Publication originale
- Dubois, 1987 "1986" : Miscellanea taxinomica batrachologica (I). Alytes, vol. 5, no 1, p. 7-95 (« texte intégral »(Archive.org • Wikiwix • Archive.is • Google • Que faire ?)).